# Telsim (Észak-Ciprus)
A Telsim Észak-Ciprus vezető telekommunikációs szolgáltatója, amely a török Vodafone leányvállalataként működik. 1995-ben alapították.
A vállalat eredetileg a törökországi Telsim Csoport része volt, azonban azt 2006-ban a Vodafone Csoport felvásárolta, így az észak-ciprusi Telsim is a Vodafone részévé vált. A cég 2G, 3G, 4G és LTE szolgáltatásokat kínál, lefedettsége Észak-Ciprus egész területére kiterjed.

## Lásd még
- Vodafone